# Audi TT
Audi TT er en bilmodel fra Audi AG, som findes som coupé og cabriolet.

## TT (8N, 1998−2006)

### Udvikling
Udviklingen af Audi TT begyndte i september 1994 på designcenteret i det californiske Simi Valley. Ledende designer var Peter Schreyer. Det følgende år præsenteredes en prototype til Audi TT Coupé for offentligheden på Frankfurt Motor Show. Lidt senere samme år præsenteredes på Tokyo Motor Show en TT Roadster-prototype, som fik navnet TTS − afledt af NSU-traditionen med NSU Prinz TTS. Den positive reaktion fra besøgende og motorpressen fik Audi til at beslutte sig for at serieproducere bilen − uden større modifikationer. Efter en udviklingstid på kun tre år kom TT Coupé på markedet i efteråret 1998 med 1,8-liters turbomotor med enten 132 kW (180 hk) eller 165 kW (224 hk). I efteråret 1999 introduceredes den produktionsklare udgave af TTS under navnet TT Roadster.
Audi TT-modellerne har deres navn fra den succesfulde traidition fra DKW (Auto Union) og NSU under Tourist Trophy på Isle of Man, en konkurrence for motorcykler, hvor bl.a. Ewald Kluge i 1938 på en DKW med totaktsmotor samt NSU-kørerne Werner Haas og Rupert Hollaus i 1954 vandt deres klasser. Lejlighedsvis antages TT også at betyde Tradition og Teknik.
Siden 2003 har Audi anbefalet at der til 1,8-litersmotorer med effekt fra 132 kW (180 hk) og opefter benyttes Super Plus (98 oktan) blyfri benzin. Sætningen om "nøddrift" med normalbenzin med mindst 91 oktan findes ikke længere i instruktionsbogen.

### Ulykkesserie
Den første generation af TT medvirkede efter introduktionen i flere bilulykker, heraf også nogle med dødelig udgang. Undervognen opfordrede med et højt liggende, men farligt smalt grænseområde, gennemsnitsføreren som kørte bilen hurtigt gennem kurver til pludseligt at skifte fra en neutral kørestil til stærk overstyring. Dette fik gennembrud i medierne, hvorefter Audi tilbød alle TT-ejere at montere en stabiliserende hækspoiler og en optimeret undervogn. Eftermonteringen af elektronisk stabilitetsprogram (ESP), som fra det tidspunkt blev standardudstyr, var på grund af dyb indgriben ikke mulig på allerede solgte biler. Efter opfordring fra medier, forbrugerråd og ikke mindst kunder ændrede Audi dog hurtigt holdning og tilbød eftermontering af ESP mod en ejerbetaling på 650 DM.
På TT quattro-modeller bygget fra 1998 til 2000 var der ligeledes problemer med de dobbelte tværlænker. Efter en udtalelse fra fagtidsskriftet auto motor und sport kunne fastgørelsen til den nederste tværlænke på bagakslen ruste fast og tværlænken kunne knække. 15 tilfælde af usædvanlig støj fra tværlænkerne eller brud er bekendt, men derimod ikke personskader. Audi orienterede 15.900 ejere af Audi TT samt de firehjulstrukne versioner af A3 og S3 om udskiftning af tværlænkerne.

### Sikkerhed
Modellen blev i 2003 kollisionstestet af Euro NCAP med et resultat på fire stjerner ud af fem mulige.

### Motorer[2]
| Model               | Cylindre | Ventiler | Slagvolume cm³ | Max. effekt kW (hk) / omdr. | Max. drejningsmoment Nm / omdr. | Motorkode             | 0-100 km/t sek. | Topfart km/t | Byggeår     |
| ------------------- | -------- | -------- | -------------- | --------------------------- | ------------------------------- | --------------------- | --------------- | ------------ | ----------- |
| 1.8 T               | 4        | 20       | 1781           | 110 (150) / 5700            | 210 / 1750 − 4600               | AUM                   | 8,6             | 220          | 2002 − 2005 |
| 1.8 T               | 4        | 20       | 1781           | 120 (163) / 5700            | 225 / 1950 − 4700               | BVP                   | 8,0             | 224          | 2005 − 2006 |
| 1.8 T               | 4        | 20       | 1781           | 132 (180) / 5500            | 235 / 1950 − 5000               | AUQ / AJQ / APP / ARY | 7,8             | 228          | 1998 − 2005 |
| 1.8 T               | 4        | 20       | 1781           | 140 (190) / 5700            | 240 / 1980 − 5400               | BVR                   | 7,4             | 234          | 2005 − 2006 |
| 1.8 T quattro       | 4        | 20       | 1781           | 165 (225) / 5900            | 280 / 2200 − 5500               | APX / BAM             | 6,4             | 243          | 1998 − 2005 |
| 1.8 T quattro sport | 4        | 20       | 1781           | 176 (240) / 5700            | 320 / 2300 − 5000               | BFV                   | 5,9             | 250          | 2005 − 2006 |
| 3.2 quattro         | 6        | 24       | 3189           | 184 (250) / 6300            | 320 / 2800 − 3200               | BHE / BPF             | 6,3             | 250          | 2003 − 2006 |

1. ↑  Elektronisk begrænset

### Facelift
To år efter introduktionen modificeredes undervognen og enkelte karrosserielementer på Audi TT. Samtlige versioner havde nu lille hækspoiler samt ESP.
Fra september 2005 blev begge de mindste motorvarianter afløst af stærkere udgaver af de samme motorer. Effekten steg fra 110 kW (150 hk) til 120 kW (163 hk) hhv. 132 kW (180 hk) til 140 kW (190 hk). Samtidig steg drejningsmomentet til 225 Nm (mod før 210 Nm) hhv. 240 Nm (mod før 235 Nm). Prisen på basismodellerne forblev uændret.
Fra august 2003 solgtes TT ligeledes med en 3,2-liters VR6-motor, kendt fra Volkswagen Golf R32 som ligeledes kunne kombineres med dobbeltkoblingsgearkasse (DSG). Motoren ydede i TT 184 kW (250 hk).
I april 2005 introduceredes specialversionen TT quattro sport. I denne version ydede 1,8-liters turbomotoren med højere ladetryk 176 kW (240 hk), hvilket gjorde modellen til den stærkeste TT med turbomotor. Vægtfordelingen optimeredes, idet batteriet ligesom på VR6-modellen placeredes under tæppet i bagagerummet. Derudover sparedes der yderligere 75 kg, idet bagsæderne blev fjernet og der blev installeret lettere skalsæder foran. Alt dette gjorde, at præstationerne overgik VR6-modellen.

### Motorsport
Tuneren Abt Sportsline i Kempten indsatte i fire år i DTM Audi TTR DTM-biler. I år 2002 vandt Laurent Aïello førertitlen. I år 2004 afløstes TTR DTM af A4 DTM.

## TT (8J, 2006−2014)
Efterfølgeren for den oprindelige udgave af Audi TT Coupé introduceredes den 8. april 2006.
Ud over enkelte optiske ændringer såvel udvendigt som indvendigt var der også tekniske nyheder: Med den nye TT solgtes det adaptive dæmpersystem Audi magnetic ride som ekstraudstyr. Derudover benyttedes i den nye TT en videreudvikling af ASF (Audi Space Frame), en materialekombination af aluminium og stål, som gjorde bilen lettere.
I starten fandtes bilen med en 2,0-liters firecylindret turbomotor med 147 kW (200 hk) samt en 3,2-liters V6-motor med 184 kW (250 hk). Begge kunne kombineres med dobbeltkoblingsgearkassen S tronic (tidligere DSG). Som indstigningsmotor introduceredes i foråret 2008 den nyudviklede 1,8-liters TFSI-motor med 118 kW (160 hk) og samtidig en 2,0-liters dieselmotor med 125 kW (170 hk).
TT Roadster solgtes fra marts 2007.
- Bagfra
- Audi TT Roadster (2007–2010)

### Facelift
På Auto Mobil International 2010 præsenteredes en faceliftet udgave af TT, som kom ud til forhandlerne i slutningen af maj 2010.
Udvendigt var front- og hækpartiet let modificeret ligesom forlygterne samt nye farver. I kabinen var der kun mindre ændringer som f.eks. applikationer og nye indvendige farver.
På motorsiden var der derimod flere ændringer: 3,2 VR6-motoren blev taget af programmet og 2,0 TFSI-motoren med 147 kW (200 hk) afløstes af motoren fra Volkswagen Golf VI GTI på ligeledes 2,0 liter men med 155 kW (210 hk). Audi havde ligesom i A4 og A5 udstyret motoren med variabel ventilstyring, hvilket øgede det maksimale drejningsmoment til 350 Nm mod 280 Nm i Golf GTI.
- Audi TT Coupé (2010−)
- Audi TT Roadster (2010−)
- Bagfra
- Kabinen i TT Roadster

### Tekniske specifikationer
| Model                 | Cylindre | Ventiler | Slagvolume cm³ | Max. effekt kW (hk) / omdr. | Max. drejningsmoment Nm / omdr. | 0-100 km/t sek. | Topfart km/t | Byggeår         |
| --------------------- | -------- | -------- | -------------- | --------------------------- | ------------------------------- | --------------- | ------------ | --------------- |
| Benzinmotorer         |          |          |                |                             |                                 |                 |              |                 |
| 1.8 TFSI              | 4        | 16       | 1798           | 118 (160) / 4500 − 6200     | 250 / 1500 − 4500               | 7,2 − 7,5       | 223 − 226    | 4/2008 −        |
| 2.0 TFSI              | 4        | 16       | 1984           | 147 (200) / 5100 − 6000     | 280 / 1800 − 5000               | 6,2 − 6,7       | 235 − 240    | 4/2006 − 4/2010 |
| 2.0 TFSI              | 4        | 16       | 1984           | 155 (211) / 4300 − 6000     | 350 / 1600 − 4200               | 5,7 − 6,3       | 240 − 245    | 4/2010 −        |
| 2.0 TFSI (TTS)        | 4        | 16       | 1984           | 200 (272) / 6000            | 350 / 2500 − 5000               | 5,2 − 5,7       | 250          | 1/2008 −        |
| 2.5 TFSI (TT RS)      | 5        | 20       | 2480           | 250 (340) / 5400 − 6500     | 450 / 1600 − 5300               | 4,3 − 4,7       | 250          | 3/2009 −        |
| 2.5 TFSI (TT RS plus) | 5        | 20       | 2480           | 265 (360) / 5500 − 6700     | 465 / 1650 − 5400               | 4,1 − 4,4       | 280          | 2/2012 −        |
| 3.2                   | 6        | 24       | 3189           | 184 (250) / 6300            | 320 / 2500 − 3000               | 5,7 − 6,1       | 250          | 4/2006 − 4/2010 |
| Dieselmotorer         |          |          |                |                             |                                 |                 |              |                 |
| 2.0 TDI               | 4        | 16       | 1968           | 125 (170) / 4200            | 350 / 1750 − 2500               | 7,5 − 7,8       | 222 − 226    | 4/2008 −        |

1. 1 2 3  Elektronisk begrænset

### TTS
TTS er sportsversionen af TT, og TTS-navnet skal lede tankerne tilbage til NSU TTS; modellen introduceredes i andet kvartal af 2008. Motoren er en effektøget version af 2,0 TFSI-motoren med her 200 kW (272 hk). Efter fabrikkens opgivelser accelererer bilen fra 0 til 100 km/t på 5,2 sek. (Coupé) hhv. 5,3 sek. (Roadster). Hele indsugningstrakten, udstødningssystemet og turboladeren blev optimeret hhv. forstørret. Modellen er som standard udstyret med Magnetic Ride-sportsundervogn. Frontskørterne og sidelisterne er specielt udviklet til TTS. Ligesom alle øvrige S-modeller fra Audi har TTS alufarvede sidespejlshuse. Udstødningsrøret er todelt med fire ovale endestykker. ESP-systemet kan reguleres i to trin, men dog ikke afbrydes helt. Forlygterne er ligeledes unikke og har LED-dagkørelys bestående af 12 lysdioder. I stedet for den standardmonterede sekstrins manuel gearkasse kan modellen mod mepris leveres med den automatiserede dobbeltkoblingsgearkasse S tronic. TTS har også betydeligt større bremseskiver end de almindelige TT-versioner, for at modvirke fading ved længere aktivering som følge af den højere motorkraft.

### TT RS
TT RS er den stærkeste og hurtigste sportsversion af Audi TT, introduceret i første kvartal af 2009.
Modellen drives af en stærkt modificeret femcylindret rækkemotor hentet fra den amerikanske udgave af Volkswagen Jetta, som i 2,5 TFSI-udgaven yder 250 kW (340 hk). Forstærket krumtaphus, kolber af aluminium, natriumkølede udstødningsventiler, 42° hydraulisk justerbare knastaksler med totrins kædetræk, TFSI-indsprøjtningsteknik, et fra R8's V10-motor hentet cylinderhoved og en usædvanligt stor turbolader giver motoren et maksimalt drejningsmoment på 450 Nm mellem 1600 og 5300 omdr./min.
Bilen accelererer med sekstrins manuel gearkasse fra 0 til 100 km/t på 4,6 sek. (Coupé) hhv. 4,7 sek. (Roadster) og til 200 på 15,9 sek. (Coupé) hhv. 16,9 sek. (Roadster). Siden september 2010 har TT RS kunnet leveres med den syvtrins S tronic-dobbeltkoblingsgearkasse. Med den kan TT som følge af optimerede skiftetider uden trækkraftafbrydelse accelererer fra 0 til 100 km/t på 4,3 sek. (Coupé) hhv. 4,4 sek. (Roadster).
Udvendigt adskiller TT RS sig fra de øvrige versioner gennem en kølergrill med sort glansende gitter og kofangere med forstørrede luftindtag, et højeffektsbremsesystem med 370 mm skiver fortil og bagtil. Udstødningsrøret er todelt med to store, ovale endestykker. Med sportstasten i midterkonsollen kan udstødningssystemets karakteristik indstilles.
Over kørecomputeren kan der fremkaldes yderligere oplysninger om ladetryk, olietemperatur og køretid. Som ekstraudstyr kan modellen leveres med skalformede sæder. Med en "sportstast" kan responsen på speederbevægelserne øges.
Tophastigheden for TT RS er elektronisk begrænset til 250 km/t, men kan dog fra fabrikken mod merpris øges til 280 km/t. Kraften overføres gennem det permanente quattro-firehjulstræk.

## Modelbasis
Teknisk set er første generation af TT ligesom Volkswagen Golf IV og Audi A3 8L bygget på Volkswagens PQ34-platform, hvorimod den bageste flerleddede aksel fra Golf i quattro-modellerne erstattes af separate hjulophæng med langs- og tværlænker.
Til anden generation af TT benyttes den fra Golf V og A3 8P kendte teknik (Volkswagen-platform PQ35). Modellen var i forhold til forgængeren ændret med bl.a. betydeligt større hjul. Forakslen er udstyret med komplet nyudviklede McPherson-fjederben, og bagakslen er en fireleddet konstruktion. For at opnå en vægtfordeling på 58:42 fremstilles to tredjedele af Audi Space Frame (ASF) af aluminium. Nyt er også Audi magnetic ride, en speciel magnetoreologisk støddæmperolie som muliggør en dynamisk tilpasning af dæmpningsegenskaberne til den konkrete køresituation. Tilpasningen styres af et eksternt magnetfelt, hvor den med metalpartikler blandede olie i støddæmperne får ændret sin viskositet og dermed sin tykkelse.
Ligesom i A3 er quattro-firehjulstrækket i TT ikke udstyret med det for Audi ellers typiske Torsen-differentiale, men derimod med Haldexkoblingen fra Volkswagen Golf 4Motion.

## Produktionssteder
Audi TT fremstilles på Audis ungarske fabrik i Győr samt på hovedfabrikken i Ingolstadt. I Ingolstadt fremstilles og lakeres karrosseriet, hvorefter den komplette bil monteres i Győr.
- Slutkontrol af Audi TT i Győr
- Transportklare Audi TT i Győr